# Női strandröplabdatorna a 2012. évi nyári olimpiai játékokon
A 2012. évi nyári olimpiai játékokon a női strandröplabdatornát július 28. és augusztus 8. között rendezték. A tornán 24 páros vett részt. A tornát az amerikai Misty May-Treanor, Kerri Walsh duó nyerte.

## Kiemelés
| Hely. | Csapat                                 | Nemzet                 |
| ----- | -------------------------------------- | ---------------------- |
| 1.    | Juliana Felisberta – Larissa França    | Brazília (BRA)         |
| 2.    | Xue Chen – Zhang Xi                    | Kína (CHN)             |
| 3.    | Misty May-Treanor – Kerri Walsh        | Egyesült Államok (USA) |
| 4.    | Jennifer Kessy – April Ross            | Egyesült Államok (USA) |
| 5.    | Maria Antonelli – Talita Antunes       | Brazília (BRA)         |
| 6.    | Zara Dampney – Shauna Mullin           | Nagy-Britannia (GBR)   |
| 7.    | Greta Cicolari – Marta Menegatti       | Olaszország (ITA)      |
| 8.    | Sara Goller – Laura Ludwig             | Németország (GER)      |
| 9.    | Sanne Keizer – Marleen van Iersel      | Hollandia (NED)        |
| 10.   | Kristýna Kolocová – Markéta Sluková    | Csehország (CZE)       |
| 11.   | Simone Kuhn – Nadine Zumkehr           | Svájc (SUI)            |
| 12.   | Katrin Holtwick – Ilka Semmler         | Németország (GER)      |
| 13.   | Lenka Háječková – Hana Klapalová       | Csehország (CZE)       |
| 14.   | Vassiliki Arvaniti – Maria Tsiartsiani | Görögország (GRE)      |
| 15.   | Doris Schwaiger – Stefanie Schwaiger   | Ausztria (AUT)         |
| 16.   | Elsa Baquerizo – Liliana Fernández     | Spanyolország (ESP)    |
| 17.   | Louise Bawden – Becchara Palmer        | Ausztrália (AUS)       |
| 18.   | Ekaterina Khomyakova – Evgenia Ukolova | Oroszország (RUS)      |
| 19.   | Marie-Andrée Lessard – Annie Martin    | Kanada (CAN)           |
| 20.   | Madelein Meppelink – Sophie van Gestel | Hollandia (NED)        |
| 21.   | Ana Gallay – María Zonta               | Argentína (ARG)        |
| 22.   | Natalie Cook – Tamsin Hinchley         | Ausztrália (AUS)       |
| 23.   | Anastasia Vasina – Anna Vozakova       | Oroszország (RUS)      |
| 24.   | Natacha Rigobert – Elodie Li Yuk Lo    | Mauritius (MRI)        |

## Lebonyolítás
A 24 párost 6 darab 4 csapatos csoportba osztották, a kiemelés szerint az alábbi táblázat alapján:
| A   | B   | C   | D   | E   | F   |
| --- | --- | --- | --- | --- | --- |
| 1.  | 2.  | 3.  | 4.  | 5.  | 6.  |
| 12. | 11. | 10. | 9.  | 8.  | 7.  |
| 13. | 14. | 15. | 16. | 17. | 18. |
| 24. | 23. | 22. | 21. | 20. | 19. |

Körmérkőzések döntik el a csoportok végeredményét. A csoportból az első két helyezett és a két legjobb harmadik helyezett jut tovább a nyolcaddöntőbe. A másik négy harmadik helyezettnek még egy mérkőzést kell játszania a nyolcaddöntőbe jutásért, a két győztes jut tovább. A nyolcaddöntőtől egyenes kieséses rendszerben folytatódik a torna.

## Csoportkör
| Színmagyarázat                                                                                     |
| -------------------------------------------------------------------------------------------------- |
| A csoportok első két helyezettje, és a két legjobb harmadik helyezettje bejutott a nyolcaddöntőbe. |
| A csoportok másik négy harmadik helyezettje még egy mérkőzést játszott a nyolcaddöntőbe jutásért.  |
| A csoportok negyedik helyezettjei kiestek.                                                         |

### A csoport
|                             |      | Mérkőzések | Mérkőzések | Pontok | Pontok | Pontok | Szettek | Szettek | Szettek |
| Csapat                      | Pont | Gy         | V          | P+     | P–     | PA     | Sz+     | Sz–     | SzA     |
| --------------------------- | ---- | ---------- | ---------- | ------ | ------ | ------ | ------- | ------- | ------- |
| Juliana – Larissa (BRA)     | 6    | 3          | 0          | 126    | 76     | 1,658  | 6       | 0       | MAX     |
| Holtwick – Semmler (GER)    | 5    | 2          | 1          | 115    | 97     | 1,186  | 4       | 2       | 2,000   |
| Háječková – Klapalová (CZE) | 4    | 1          | 2          | 106    | 105    | 1,010  | 2       | 4       | 0,500   |
| Rigobert – Li Yuk Lo (MRI)  | 3    | 0          | 3          | 57     | 126    | 0,452  | 0       | 6       | 0,000   |

| 2012. július 28. 10:00 (11:00) | Holtwick – Semmler (GER) | 2 – 0 | Háječková – Klapalová (CZE) | Horse Guards Parade |
| 2012. július 28. 10:00 (11:00) | (21–16, 21–18)           |       |                             | Horse Guards Parade |

| 2012. július 28. 17:30 (18:30) | Juliana – Larissa (BRA) | 2 – 0 | Rigobert – Li Yuk Lo (MRI) | Horse Guards Parade |
| 2012. július 28. 17:30 (18:30) | (21–5, 21–10)           |       |                            | Horse Guards Parade |

| 2012. július 30. 09:00 (10:00) | Háječková – Klapalová (CZE) | 2 – 0 | Rigobert – Li Yuk Lo (MRI) | Horse Guards Parade |
| 2012. július 30. 09:00 (10:00) | (21–10, 21–11)              |       |                            | Horse Guards Parade |

| 2012. július 30. 15:30 (16:30) | Juliana – Larissa (BRA) | 2 – 0 | Holtwick – Semmler (GER) | Horse Guards Parade |
| 2012. július 30. 15:30 (16:30) | (21–18, 21–13)          |       |                          | Horse Guards Parade |

| 2012. augusztus 1. 10:00 (11:00) | Holtwick – Semmler (GER) | 2 – 0 | Rigobert – Li Yuk Lo (MRI) | Horse Guards Parade |
| 2012. augusztus 1. 10:00 (11:00) | (21–11, 21–10)           |       |                            | Horse Guards Parade |

| 2012. augusztus 1. 15:30 (16:30) | Juliana – Larissa (BRA) | 2 – 0 | Háječková – Klapalová (CZE) | Horse Guards Parade |
| 2012. augusztus 1. 15:30 (16:30) | (21–12, 21–18)          |       |                             | Horse Guards Parade |

### B csoport
|                              |      | Mérkőzések | Mérkőzések | Pontok | Pontok | Pontok | Szettek | Szettek | Szettek |
| Csapat                       | Pont | Gy         | V          | P+     | P–     | PA     | Sz+     | Sz–     | SzA     |
| ---------------------------- | ---- | ---------- | ---------- | ------ | ------ | ------ | ------- | ------- | ------- |
| Vasina – Vozakova (RUS)      | 5    | 2          | 1          | 156    | 150    | 1,040  | 5       | 4       | 1,250   |
| Xue – Zhang (CHN)            | 5    | 2          | 1          | 143    | 135    | 1,059  | 5       | 3       | 1,667   |
| Kuhn – Zumkehr (SUI)         | 4    | 1          | 2          | 136    | 139    | 0,978  | 4       | 4       | 1,000   |
| Arvaniti – Tsiartsiani (GRE) | 4    | 1          | 2          | 119    | 130    | 0,915  | 2       | 5       | 0,400   |

| 2012. július 28. 09:00 (10:00) | Xue – Zhang (CHN)     | 1 – 2 | Vasina – Vozakova (RUS) | Horse Guards Parade |
| 2012. július 28. 09:00 (10:00) | (21–18, 14–21, 14–16) |       |                         | Horse Guards Parade |

| 2012. július 28. 21:00 (22:00) | Kuhn – Zumkehr (SUI) | 2 – 0 | Arvaniti – Tsiartsiani (GRE) | Horse Guards Parade |
| 2012. július 28. 21:00 (22:00) | (21–13, 21–19)       |       |                              | Horse Guards Parade |

| 2012. július 30. 10:00 (11:00) | Xue – Zhang (CHN)    | 2 – 1 | Kuhn – Zumkehr (SUI) | Horse Guards Parade |
| 2012. július 30. 10:00 (11:00) | (21–18, 16–21, 15–8) |       |                      | Horse Guards Parade |

| 2012. július 30. 16:30 (17:30) | Arvaniti – Tsiartsiani (GRE) | 2 – 1 | Vasina – Vozakova (RUS) | Horse Guards Parade |
| 2012. július 30. 16:30 (17:30) | (18–21, 21–13, 15–12)        |       |                         | Horse Guards Parade |

| 2012. augusztus 1. 09:00 (10:00) | Xue – Zhang (CHN) | 2 – 0 | Arvaniti – Tsiartsiani (GRE) | Horse Guards Parade |
| 2012. augusztus 1. 09:00 (10:00) | (21–17, 21–16)    |       |                              | Horse Guards Parade |

| 2012. augusztus 1. 14:30 (15:30) | Kuhn – Zumkehr (SUI) | 1 – 2 | Vasina – Vozakova (RUS) | Horse Guards Parade |
| 2012. augusztus 1. 14:30 (15:30) | (17–21, 21–19, 9–15) |       |                         | Horse Guards Parade |

### C csoport
|                             |      | Mérkőzések | Mérkőzések | Pontok | Pontok | Pontok | Szettek | Szettek | Szettek |
| Csapat                      | Pont | Gy         | V          | P+     | P–     | PA     | Sz+     | Sz–     | SzA     |
| --------------------------- | ---- | ---------- | ---------- | ------ | ------ | ------ | ------- | ------- | ------- |
| May-Treanor – Walsh (USA)   | 6    | 3          | 0          | 137    | 109    | 1,257  | 6       | 1       | 6,000   |
| Kolocová – Sluková (CZE)    | 5    | 2          | 1          | 133    | 137    | 0,971  | 4       | 4       | 1,000   |
| Schwaiger – Schwaiger (AUT) | 4    | 1          | 2          | 141    | 150    | 0,940  | 4       | 5       | 0,800   |
| Cook – Hinchley (AUS)       | 3    | 0          | 3          | 136    | 151    | 0,901  | 2       | 6       | 0,333   |

| 2012. július 28. 14:30 (15:30) | Kolocová – Sluková (CZE) | 2 – 1 | Schwaiger – Schwaiger (AUT) | Horse Guards Parade |
| 2012. július 28. 14:30 (15:30) | (10–21, 21–13, 15–13)    |       |                             | Horse Guards Parade |

| 2012. július 28. 23:00 (24:00) | May-Treanor – Walsh (USA) | 2 – 0 | Cook – Hinchley (AUS) | Horse Guards Parade |
| 2012. július 28. 23:00 (24:00) | (21–18, 21–19)            |       |                       | Horse Guards Parade |

| 2012. július 30. 22:00 (23:00) | Schwaiger – Schwaiger (AUT) | 2 – 1 | Cook – Hinchley (AUS) | Horse Guards Parade |
| 2012. július 30. 22:00 (23:00) | (18–21, 22–20, 15–10)       |       |                       | Horse Guards Parade |

| 2012. július 30. 23:00 (24:00) | May-Treanor – Walsh (USA) | 2 – 0 | Kolocová – Sluková (CZE) | Horse Guards Parade |
| 2012. július 30. 23:00 (24:00) | (21–14, 21–19)            |       |                          | Horse Guards Parade |

| 2012. augusztus 1. 22:00 (23:00) | Kolocová – Sluková (CZE) | 2 – 1 | Cook – Hinchley (AUS) | Horse Guards Parade |
| 2012. augusztus 1. 22:00 (23:00) | (21–16, 18–21, 15–11)    |       |                       | Horse Guards Parade |

| 2012. augusztus 1. 23:00 (24:00) | May-Treanor – Walsh (USA) | 2 – 1 | Schwaiger – Schwaiger (AUT) | Horse Guards Parade |
| 2012. augusztus 1. 23:00 (24:00) | (17–21, 21–8, 15–10)      |       |                             | Horse Guards Parade |

### D csoport
|                             |      | Mérkőzések | Mérkőzések | Pontok | Pontok | Pontok | Szettek | Szettek | Szettek |
| Csapat                      | Pont | Gy         | V          | P+     | P–     | PA     | Sz+     | Sz–     | SzA     |
| --------------------------- | ---- | ---------- | ---------- | ------ | ------ | ------ | ------- | ------- | ------- |
| Kessy – Ross (USA)          | 6    | 3          | 0          | 149    | 131    | 1,137  | 6       | 2       | 3,000   |
| Baquerizo – Fernández (ESP) | 5    | 2          | 1          | 149    | 143    | 1,042  | 5       | 3       | 1,667   |
| Keizer – van Iersel (NED)   | 4    | 1          | 2          | 134    | 126    | 1,063  | 4       | 4       | 1,000   |
| Gallay – Zonta (ARG)        | 3    | 0          | 3          | 93     | 126    | 0,738  | 0       | 6       | 0,000   |

| 2012. július 29. 12:00 (13:00) | Keizer – van Iersel (NED) | 1 – 2 | Baquerizo – Fernández (ESP) | Horse Guards Parade |
| 2012. július 29. 12:00 (13:00) | (21–14, 16–21, 11–15)     |       |                             | Horse Guards Parade |

| 2012. július 29. 21:00 (22:00) | Kessy – Ross (USA) | 2 – 0 | Gallay – Zonta (ARG) | Horse Guards Parade |
| 2012. július 29. 21:00 (22:00) | (21–11, 21–18)     |       |                      | Horse Guards Parade |

| 2012. július 31. 11:00 (12:00) | Baquerizo – Fernández (ESP) | 2 – 0 | Gallay – Zonta (ARG) | Horse Guards Parade |
| 2012. július 31. 11:00 (12:00) | (22–20, 21–16)              |       |                      | Horse Guards Parade |

| 2012. július 31. 23:00 (24:00) | Kessy – Ross (USA) | – | Keizer – van Iersel (NED) | Horse Guards Parade |
| 2012. július 31. 23:00 (24:00) |                    |   |                           | Horse Guards Parade |

| 2012. augusztus 2. 11:00 (12:00) | Keizer – van Iersel (NED) | 2 – 0 | Gallay – Zonta (ARG) | Horse Guards Parade |
| 2012. augusztus 2. 11:00 (12:00) | (21–12, 21–16)            |       |                      | Horse Guards Parade |

| 2012. augusztus 2. 16:30 (17:30) | Kessy – Ross (USA)    | 2 – 1 | Baquerizo – Fernández (ESP) | Horse Guards Parade |
| 2012. augusztus 2. 16:30 (17:30) | (21–19, 19–21, 19–17) |       |                             | Horse Guards Parade |

### E csoport
|                              |      | Mérkőzések | Mérkőzések | Pontok | Pontok | Pontok | Szettek | Szettek | Szettek |
| Csapat                       | Pont | Gy         | V          | P+     | P–     | PA     | Sz+     | Sz–     | SzA     |
| ---------------------------- | ---- | ---------- | ---------- | ------ | ------ | ------ | ------- | ------- | ------- |
| Maria – Talita (BRA)         | 6    | 3          | 0          | 161    | 138    | 1,167  | 6       | 2       | 3,000   |
| Goller – Ludwig (GER)        | 5    | 2          | 1          | 160    | 144    | 1,111  | 5       | 3       | 1,667   |
| Meppelink – van Gestel (NED) | 4    | 1          | 2          | 103    | 118    | 0,873  | 2       | 4       | 0,500   |
| Bawden – Palmer (AUS)        | 3    | 0          | 3          | 127    | 151    | 0,841  | 2       | 6       | 0,333   |

| 2012. július 29. 16:30 (17:30) | Goller – Ludwig (GER) | 2 – 1 | Bawden – Palmer (AUS) | Horse Guards Parade |
| 2012. július 29. 16:30 (17:30) | (21–18, 19–21, 15–8)  |       |                       | Horse Guards Parade |

| 2012. július 29. 20:00 (21:00) | Maria – Talita (BRA) | 2 – 0 | Meppelink – van Gestel (NED) | Horse Guards Parade |
| 2012. július 29. 20:00 (21:00) | (21–10, 21–19)       |       |                              | Horse Guards Parade |

| 2012. július 31. 12:00 (13:00) | Maria – Talita (BRA)  | 2 – 1 | Goller – Ludwig (GER) | Horse Guards Parade |
| 2012. július 31. 12:00 (13:00) | (21–19, 29–31, 15–13) |       |                       | Horse Guards Parade |

| 2012. július 31. 16:30 (17:30) | Bawden – Palmer (AUS) | 0 – 2 | Meppelink – van Gestel (NED) | Horse Guards Parade |
| 2012. július 31. 16:30 (17:30) | (19–21, 15–21)        |       |                              | Horse Guards Parade |

| 2012. augusztus 2. 14:30 (15:30) | Goller – Ludwig (GER) | 2 – 0 | Meppelink – van Gestel (NED) | Horse Guards Parade |
| 2012. augusztus 2. 14:30 (15:30) | (21–18, 21–14)        |       |                              | Horse Guards Parade |

| 2012. augusztus 2. 17:30 (18:30) | Maria – Talita (BRA) | 2 – 1 | Bawden – Palmer (AUS) | Horse Guards Parade |
| 2012. augusztus 2. 17:30 (18:30) | (18–21, 21–16, 15–9) |       |                       | Horse Guards Parade |

### F csoport
|                            |      | Mérkőzések | Mérkőzések | Pontok | Pontok | Pontok | Szettek | Szettek | Szettek |
| Csapat                     | Pont | Gy         | V          | P+     | P–     | PA     | Sz+     | Sz–     | SzA     |
| -------------------------- | ---- | ---------- | ---------- | ------ | ------ | ------ | ------- | ------- | ------- |
| Cicolari – Menegatti (ITA) | 6    | 3          | 0          | 154    | 122    | 1,262  | 6       | 2       | 3,000   |
| Khomyakova – Ukolova (RUS) | 5    | 2          | 1          | 157    | 150    | 1,047  | 5       | 3       | 1,667   |
| Dampney – Mullin (GBR)     | 4    | 1          | 2          | 119    | 136    | 0,875  | 2       | 5       | 0,400   |
| Lessard – Martin (CAN)     | 3    | 0          | 3          | 156    | 176    | 0,886  | 3       | 6       | 0,500   |

| 2012. július 29. 09:00 (10:00) | Cicolari – Menegatti (ITA) | 2 – 1 | Khomyakova – Ukolova (RUS) | Horse Guards Parade |
| 2012. július 29. 09:00 (10:00) | (17–21, 21–18, 15–8)       |       |                            | Horse Guards Parade |

| 2012. július 29. 17:30 (18:30) | Dampney – Mullin (GBR) | 2 – 1 | Lessard – Martin (CAN) | Horse Guards Parade |
| 2012. július 29. 17:30 (18:30) | (17–21, 21–14, 15–13)  |       |                        | Horse Guards Parade |

| 2012. július 31. 17:30 (18:30) | Dampney – Mullin (GBR) | 0 – 2 | Cicolari – Menegatti (ITA) | Horse Guards Parade |
| 2012. július 31. 17:30 (18:30) | (18–21, 12–21)         |       |                            | Horse Guards Parade |

| 2012. július 31. 20:00 (21:00) | Khomyakova – Ukolova (RUS) | 2 – 1 | Lessard – Martin (CAN) | Horse Guards Parade |
| 2012. július 31. 20:00 (21:00) | (21–18, 28–30, 15–13)      |       |                        | Horse Guards Parade |

| 2012. augusztus 2. 12:00 (13:00) | Cicolari – Menegatti (ITA) | 2 – 1 | Lessard – Martin (CAN) | Horse Guards Parade |
| 2012. augusztus 2. 12:00 (13:00) | (21–12, 23–25, 15–10)      |       |                        | Horse Guards Parade |

| 2012. augusztus 2. 15:30 (16:30) | Dampney – Mullin (GBR) | 0 – 2 | Khomyakova – Ukolova (RUS) | Horse Guards Parade |
| 2012. augusztus 2. 15:30 (16:30) | (23–25, 13–21)         |       |                            | Horse Guards Parade |

### Harmadik helyezettek
A legjobb két harmadik helyezett bejut a nyolcaddöntőbe. Az alábbi táblázat alapján a 3. helyezett a 6. helyezettel, a 4. helyezett pedig az 5. helyezettel játszik egy mérkőzést a nyolcaddöntőbe jutásért.
| Hely. |                              |      | Mérkőzések | Mérkőzések | Pontok | Pontok | Pontok | Szettek | Szettek | Szettek |
| Hely. | Csapat                       | Pont | Gy         | V          | P+     | P–     | PA     | Sz+     | Sz–     | SzA     |
| ----- | ---------------------------- | ---- | ---------- | ---------- | ------ | ------ | ------ | ------- | ------- | ------- |
| 1.    | Keizer – van Iersel (NED)    | 4    | 1          | 2          | 134    | 126    | 1,063  | 4       | 4       | 1,000   |
| 2.    | Kuhn – Zumkehr (SUI)         | 4    | 1          | 2          | 136    | 139    | 0,978  | 4       | 4       | 1,000   |
| 3.    | Schwaiger – Schwaiger (AUT)  | 4    | 1          | 2          | 141    | 150    | 0,940  | 4       | 5       | 0,800   |
| 4.    | Háječková – Klapalová (CZE)  | 4    | 1          | 2          | 106    | 105    | 1,010  | 2       | 4       | 0,500   |
| 5.    | Meppelink – van Gestel (NED) | 4    | 1          | 2          | 103    | 118    | 0,873  | 2       | 4       | 0,500   |
| 6.    | Dampney – Mullin (GBR)       | 4    | 1          | 2          | 119    | 136    | 0,875  | 2       | 5       | 0,400   |

| 2012. augusztus 2. 22:00 (23:00) | Schwaiger – Schwaiger (AUT) | 2 – 0 | Dampney – Mullin (GBR) | Horse Guards Parade |
| 2012. augusztus 2. 22:00 (23:00) | (21–15, 21–12)              |       |                        | Horse Guards Parade |

| 2012. augusztus 2. 22:00 (23:00) | Háječková – Klapalová (CZE) | 0 – 2 | Meppelink – van Gestel (NED) | Horse Guards Parade |
| 2012. augusztus 2. 22:00 (23:00) | (17–21, 17–21)              |       |                              | Horse Guards Parade |

## Egyenes kieséses szakasz

### Nyolcaddöntők
| 2012. augusztus 3. 9:00 (10:00) | Goller – Ludwig (GER) | 2 – 0 | Holtwick – Semmler (GER) | Horse Guards Parade |
| 2012. augusztus 3. 9:00 (10:00) | (21–16, 21–15)        |       |                          | Horse Guards Parade |

| 2012. augusztus 3. 14:00 (15:00) | Juliana – Larissa (BRA) | 2 – 0 | Meppelink – van Gestel (NED) | Horse Guards Parade |
| 2012. augusztus 3. 14:00 (15:00) | (21–10, 21–17)          |       |                              | Horse Guards Parade |

| 2012. augusztus 3. 17:00 (18:00) | Kuhn – Zumkehr (SUI) | 0 – 2 | Kessy – Ross (USA) | Horse Guards Parade |
| 2012. augusztus 3. 17:00 (18:00) | (15–21, 19–21)       |       |                    | Horse Guards Parade |

| 2012. augusztus 3. 22:00 (23:00) | Schwaiger – Schwaiger (AUT) | 2 – 1 | Vasina – Vozakova (RUS) | Horse Guards Parade |
| 2012. augusztus 3. 22:00 (23:00) | (21–17, 16–21, 15–9)        |       |                         | Horse Guards Parade |

| 2012. augusztus 4. 9:00 (10:00) | Khomyakova – Ukolova (RUS) | 0 – 2 | Xue – Zhang (CHN) | Horse Guards Parade |
| 2012. augusztus 4. 9:00 (10:00) | (12–21, 11–21)             |       |                   | Horse Guards Parade |

| 2012. augusztus 4. 13:00 (14:00) | Baquerizo – Fernández (ESP) | 0 – 2 | Cicolari – Menegatti (ITA) | Horse Guards Parade |
| 2012. augusztus 4. 13:00 (14:00) | (15–21, 15–21)              |       |                            | Horse Guards Parade |

| 2012. augusztus 4. 18:00 (19:00) | Maria – Talita (BRA) | 1 – 2 | Kolocová – Sluková (CZE) | Horse Guards Parade |
| 2012. augusztus 4. 18:00 (19:00) | (16–21, 22–20, 9–15) |       |                          | Horse Guards Parade |

| 2012. augusztus 4. 21:00 (22:00) | May-Treanor – Walsh (USA) | 2 – 0 | Keizer – van Iersel (NED) | Horse Guards Parade |
| 2012. augusztus 4. 21:00 (22:00) | (21–13, 21–12)            |       |                           | Horse Guards Parade |

### Negyeddöntők
| 2012. augusztus 5. 18:00 (19:00) | Xue – Zhang (CHN) | 2 – 0 | Schwaiger – Schwaiger (AUT) | Horse Guards Parade |
| 2012. augusztus 5. 18:00 (19:00) | (21–18, 21–11)    |       |                             | Horse Guards Parade |

| 2012. augusztus 5. 19:00 (20:00) | May-Treanor – Walsh (USA) | 2 – 0 | Cicolari – Menegatti (ITA) | Horse Guards Parade |
| 2012. augusztus 5. 19:00 (20:00) | (21–13, 21–13)            |       |                            | Horse Guards Parade |

| 2012. augusztus 5. 22:00 (23:00) | Kolocová – Sluková (CZE) | 0 – 2 | Kessy – Ross (USA) | Horse Guards Parade |
| 2012. augusztus 5. 22:00 (23:00) | (23–25, 18–21)           |       |                    | Horse Guards Parade |

| 2012. augusztus 5. 23:00 (24:00) | Juliana – Larissa (BRA) | 2 – 0 | Goller – Ludwig (GER) | Horse Guards Parade |
| 2012. augusztus 5. 23:00 (24:00) | (21–10, 21–19)          |       |                       | Horse Guards Parade |

### Elődöntők
| 2012. augusztus 7. 18:00 (19:00) | Xue – Zhang (CHN) | 2 – 0 | May-Treanor – Walsh (USA) | Horse Guards Parade |
| 2012. augusztus 7. 18:00 (19:00) | (22–20, 22–20)    |       |                           | Horse Guards Parade |

| 2012. augusztus 7. 21:00 (22:00) | Juliana – Larissa (BRA) | 1 – 2 | Kessy – Ross (USA) | Horse Guards Parade |
| 2012. augusztus 7. 21:00 (22:00) | (21–15, 19–21, 12–15)   |       |                    | Horse Guards Parade |

### Bronzmérkőzés
| 2012. augusztus 8. 19:00 (20:00) | Xue – Zhang (CHN)     | 1 – 2 | Juliana – Larissa (BRA) | Horse Guards Parade |
| 2012. augusztus 8. 19:00 (20:00) | (21–11, 19–21, 12–15) |       |                         | Horse Guards Parade |

### Döntő
| 2012. augusztus 8. 21:00 (22:00) | Kessy – Ross (USA) | 0 – 2 | May-Treanor – Walsh (USA) | Horse Guards Parade |
| 2012. augusztus 8. 21:00 (22:00) | (16–21, 16–21)     |       |                           | Horse Guards Parade |

## Végeredmény
| Helyezés | Csapat                                       | Kiemelés |
| -------- | -------------------------------------------- | -------- |
| Arany    | Misty May-Treanor – Kerri Walsh (USA)        | 3        |
| Ezüst    | Jennifer Kessy – April Ross (USA)            | 4        |
| Bronz    | Juliana Felisberta – Larissa França (BRA)    | 1        |
| 4.       | Xue Chen – Zhang Xi (CHN)                    | 2        |
| 5.       | Greta Cicolari – Marta Menegatti (ITA)       | 7        |
| 5.       | Sara Goller – Laura Ludwig (GER)             | 8        |
| 5.       | Kristýna Kolocová – Markéta Sluková (CZE)    | 10       |
| 5.       | Doris Schwaiger – Stefanie Schwaiger (AUT)   | 15       |
| 9.       | Maria Antonelli – Talita Antunes (BRA)       | 5        |
| 9.       | Sanne Keizer – Marleen van Iersel (NED)      | 9        |
| 9.       | Simone Kuhn – Nadine Zumkehr (SUI)           | 11       |
| 9.       | Katrin Holtwick – Ilka Semmler (GER)         | 12       |
| 9.       | Elsa Baquerizo – Liliana Fernández (ESP)     | 16       |
| 9.       | Ekaterina Khomyakova – Evgenia Ukolova (RUS) | 18       |
| 9.       | Madelein Meppelink – Sophie van Gestel (NED) | 20       |
| 9.       | Anastasia Vasina – Anna Vozakova (RUS)       | 23       |
| 17.      | Zara Dampney – Shauna Mullin (GBR)           | 6        |
| 17.      | Lenka Háječková – Hana Klapalová (CZE)       | 13       |
| 19.      | Vassiliki Arvaniti – Maria Tsiartsiani (GRE) | 14       |
| 19.      | Louise Bawden – Becchara Palmer (AUS)        | 17       |
| 19.      | Marie-Andrée Lessard – Annie Martin (CAN)    | 19       |
| 19.      | Ana Gallay – María Zonta (ARG)               | 21       |
| 19.      | Natalie Cook – Tamsin Hinchley (AUS)         | 22       |
| 19.      | Natacha Rigobert – Elodie Li Yuk Lo (MRI)    | 24       |